# 别洛奥焦尔斯基
别洛奥焦尔斯基（羅馬化：Beloozyorskiy）是俄罗斯莫斯科州的城市，属州辖市沃斯克列先斯克市，地处莫斯科州东部，在沃斯克列先斯克西北、州府莫斯科东南方。设有同名铁路车站，车站附近有两湖泊。莫斯科河从该市南侧不远处流过。
2019年设市，此前为市级镇。该地2021年人口有17,674人；2010年人口17,842；2002年人口14,494；1989年人口12,529。